# Weng Yangning
Weng Yangning (* 30. November 2006) ist eine chinesische Skispringerin. 

## Werdegang
Ihr internationales Debüt gab Weng Yangning im Sommer 2023 beim Intercontinental-Cup in Stams, wo sie direkt ihre ersten Punkte erzielte. In der folgenden Wintersaison trat sie noch mehrmals im Intercontinental-Cup an und holte immer Punkte, wobei ihre beste Platzierung ein siebter Platz in Lillehammer war. Nachdem sie bei den Olympischen Jugend-Winterspielen 2024 in Gangwon im Einzel Elfte und im Mixed-Team Zwölfte wurde, debütierte sie in Hinzenbach im Weltcup, wo sie sich für einen der beiden Wettkämpfe qualifizierte.
In der folgenden Saison trat Weng erstmals im Skisprung-Grand-Prix an und war dort, wie auch im Intercontinental-Cup erfolgreich. Außerdem sprang sie regelmäßig im Weltcup, den sie mit wechselnden Ergebnissen am Ende der Saison 2024/25 mit 20 Punkten auf dem 46. Platz abschloss. Bei den Nordischen Skiweltmeisterschaften 2025 in Trondheim wurde sie 34. von der Groß- und 36. von der Normalschanze. Den Teamwettkampf beendete sie auf dem achten Platz, das Mixed als Zwölfte.